# إبراهيم بن همشك
إبراهيم بن أحمد بن هَمُشْك (توفي في 572 هـ - 1176م) أبو إسحاق، أمير أندلسي، صاحب جيان بالأندلس، قال لسان الدين بن الخطيب: «كان مفرج جد إبراهيم نصرانيا من قشتالة، وذهب إلى بنى هود أصحاب سرقسطة فأسلم على يد أحدهم كان معروفا بالشجاعة وكان مقطوع الأذن فإذا رآه أعداؤه عرفوه وقالوا بالإسبانية همشك أي مقطوع الأذن.»
قام بالتقرب من يحيى بن غانية بقرطبة، واستقل بحصن «شقوبش» سنة 539 هـ وتغلب على «شقورة»، وتزوج من ابنة ابن مردنيش، وتضافرت له الرياسة والإمارة، ثم انقلب على «ابن مردنيش»، وقاتل الموحدين ولكنه خدمهم في آخر أيامه. وكان ذلك من أسباب خروج الأمر عن ابن مردنيش. ذهب إلى المغرب عام 571 هـ فسكن بمكناس ومات بها. وكان جبارًا قاسيًا، عظيم العبث بالخلق يحرقهم بالنار، ويطرحهم من الشواهق.